# Thiago Alcântara
Thiago Alcântara do Nascimento (tiếng Tây Ban Nha: Alcántara; sinh ngày 11 tháng 4 năm 1991), thường được biết đến với tên gọi Thiago Alcântara hay Thiago (tiếng Tây Ban Nha: [ˈtjaɣo]; phát âm tiếng Bồ Đào Nha: [tʃiˈaɡu]), là một cựu cầu thủ bóng đá chuyên nghiệp người Tây Ban Nha gốc Brazil từng thi đấu ở vị trí tiền vệ.

## Tiểu sử và sự nghiệp ban đầu
Thiago được sinh ra ở San Pietro Vernotico, Ý và lớn lên ở Tây Ban Nha. Cha của anh là cựu vô địch World Cup Mazinho Alcântara. Anh bắt đầu ở các cấp thấp hơn của Flamengo lúc năm tuổi, anh chuyển đến Tây Ban Nha với cha mình và người anh em họ của Rachid Boulawane, và bắt đầu chơi với đội Galicia Ureca ở Nigrán. Năm 2001, anh chơi với Kelme CF khi cha của anh chơi với Elche CF. Anh trở lại Flamengo từ 10 tuổi, năm 2005, một lần nữa di chuyển về Tây Ban Nha, ký hợp đồng với FC Barcelona, nơi Patrick, người anh em họ của anh cũng chơi cho Barca.

### FC Barcelona

#### Sự nghiệp ban đầu

Thiago Alcântara

Ngày 17 tháng 5 năm 2009, ở tuổi 18, Thiago xuất hiện lần đầu với đội bóng Barca khi anh được thay thế cho Eiður Guðjohnsen ở phút 63 trong trận đấu với RCD Mallorca (thua 1:2). Ngày 20 Tháng Hai 2010, sau khi vào thay thế cho Yaya Touré ở phút 76, Thiago đã phá lưới lần đầu tiên cho đội bóng Barcelona trong trận thắng 4-0 đấu với Racing de Santander ở Camp Nou. 
Bàn thắng thứ hai của anh trong một trận đấu với UD Almería ngày 09 tháng 4 năm 2011, với tỷ số 2-1. Anh ghi bàn thắng thứ ba của mình trong trận đấu với Real Sociedad. Anh kết thúc mùa giải 2010-11 với 17 trận, ba bàn thắng, và ba bàn trợ giúp theo vành đai của mình.
Ngày 29 tháng 6 năm 2011, Thiago đã ký gia hạn hợp đồng giữ anh ở Barcelona cho đến khi ngày 30 tháng 6 năm 2015, với một điều khoản mua lại có trị giá 30 triệu €.

### FC Bayern München
Theo mong muốn của huấn luyện viên mới Pep Guardiola FC Bayern München đã ký hợp đồng 4 năm với Thiago với giá chuyển nhượng là tổng cộng là 25 triệu euro và Bayern phải trả trước 20 triệu, 5 triệu còn lại sẽ bao gồm các khoảng tiền Barca nhận được nếu Thiago đạt thành tích tốt cùng Bayern cũng như một trận giao hữu giữa hai câu lạc bộ được tổ chức vào thời gian sắp tới.

### Liverpool
Vào ngày 18 tháng 9 năm 2020, câu lạc bộ Liverpool của Premier League ra mắt Thiago với bản hợp đồng bốn năm. Với việc cầu thủ chỉ còn một năm hợp đồng với Bayern, Liverpool đã mua Thiago với giá chỉ 20 triệu £, với điều khoản bổ sung thêm 5 triệu £. Thiago có trận đấu ra mắt cho Liverpool vào ngày 20 tháng 9 sau khi ra sân từ băng ghế dự bị sau thời gian nghỉ giữa giờ khi Liverpool giành chiến thắng 2–0 trước Chelsea tại Stamford Bridge. Với 75 đường chuyền chính xác, Thiago có số đường chuyền thành công nhất bởi một cầu thủ chơi tối đa 45 phút ở Premier League kể từ khi Opta bắt đầu thống kê đường chuyền vào năm 2003. Anh thiết lập kỷ lục với nhiều đường chuyền nhất trong 45 phút với tư cách cầu thủ dự bị.
Vào ngày 29 tháng 9, Liverpool xác nhận Thiago xét nghiệm dương tính với COVID-19.
Vào ngày 17 tháng 10 năm 2020, Thiago chơi trận đấu thứ hai cho Liverpool. Anh gặp phải chấn thương đầu gối trước khi trận đấu kết thúc sau khi Richarlison phạm lỗi và phải nhận thẻ đỏ trực tiếp sau pha vào bóng đó. Thiago sau đó chơi vài phút cuối của trận đấu. Anh không ra sân lần nữa trong vài tháng. Anh trở lại để có lần xuất hiện từ băng ghế dự bị trong trận đấu hòa 0–0 của Liverpool với Newcastle United vào ngày 30 tháng 12.
Vào ngày 8 tháng 5 năm 2021, Thiago ghi bàn thắng đầu tiên cho Liverpool trong chiến thắng 2–0 trên sân nhà trước Southampton.
Ngày 7 tháng 7 năm 2024, Thiago Alcântara chính thức giã từ sự nghiệp thi đấu quốc tế sau 16 năm thi đấu chuyên nghiệp.

## Thống kê sự nghiệp
===Câu lạc bộ===\
| Câu lạc bộ          | Mùa giải            | Vô địch quốc gia    | Vô địch quốc gia | Vô địch quốc gia | Cúp quốc gia | Cúp quốc gia | League Cup | League Cup | Cúp châu lục | Cúp châu lục | Khác    | Khác   | Tổng cộng | Tổng cộng |
| Câu lạc bộ          | Mùa giải            | Hạng đấu            | Số trận          | Số bàn           | Số trận      | Số bàn       | Số trận    | Số bàn     | Số trận      | Số bàn       | Số trận | Số bàn | Số trận   | Số bàn    |
| ------------------- | ------------------- | ------------------- | ---------------- | ---------------- | ------------ | ------------ | ---------- | ---------- | ------------ | ------------ | ------- | ------ | --------- | --------- |
| Barcelona B         | 2007–08             | Tercera División    | 5                | 0                | —            | —            | —          | —          | —            | —            | —       | —      | 5         | 0         |
| Barcelona B         | 2008–09             | Segunda División B  | 25               | 0                | —            | —            | —          | —          | —            | —            | —       | —      | 25        | 0         |
| Barcelona B         | 2009–10             | Segunda División B  | 13               | 2                | —            | —            | —          | —          | —            | —            | 5       | 1      | 18        | 3         |
| Barcelona B         | 2010–11             | Segunda División    | 11               | 0                | —            | —            | —          | —          | —            | —            | —       | —      | 11        | 0         |
| Barcelona B         | Tổng cộng           | Tổng cộng           | 54               | 2                | —            | —            | —          | —          | —            | —            | 5       | 1      | 59        | 3         |
| Barcelona           | 2008–09             | La Liga             | 1                | 0                | 0            | 0            | —          | —          | 0            | 0            | 0       | 0      | 1         | 0         |
| Barcelona           | 2009–10             | La Liga             | 1                | 1                | 1            | 0            | —          | —          | 0            | 0            | 0       | 0      | 2         | 1         |
| Barcelona           | 2010–11             | La Liga             | 12               | 2                | 3            | 1            | —          | —          | 1            | 0            | 1       | 0      | 17        | 3         |
| Barcelona           | 2011–12             | La Liga             | 27               | 2                | 8            | 2            | —          | —          | 7            | 0            | 3       | 0      | 45        | 4         |
| Barcelona           | 2012–13             | La Liga             | 27               | 2                | 7            | 1            | —          | —          | 2            | 0            | 0       | 0      | 36        | 3         |
| Barcelona           | Tổng cộng           | Tổng cộng           | 68               | 7                | 19           | 4            | —          | —          | 10           | 0            | 4       | 0      | 101       | 11        |
| Bayern Munich       | 2013–14             | Bundesliga          | 16               | 2                | 2            | 0            | —          | —          | 4            | 0            | 3       | 1      | 25        | 3         |
| Bayern Munich       | 2014–15             | Bundesliga          | 7                | 0                | 2            | 0            | —          | —          | 4            | 2            | 0       | 0      | 13        | 2         |
| Bayern Munich       | 2015–16             | Bundesliga          | 27               | 2                | 5            | 1            | —          | —          | 9            | 1            | 1       | 0      | 42        | 4         |
| Bayern Munich       | 2016–17             | Bundesliga          | 27               | 6                | 4            | 1            | —          | —          | 9            | 2            | 1       | 0      | 41        | 9         |
| Bayern Munich       | 2017–18             | Bundesliga          | 19               | 2                | 3            | 2            | —          | —          | 10           | 3            | 0       | 0      | 32        | 7         |
| Bayern Munich       | 2018–19             | Bundesliga          | 30               | 2                | 6            | 0            | —          | —          | 5            | 0            | 1       | 1      | 42        | 3         |
| Bayern Munich       | 2019–20             | Bundesliga          | 24               | 3                | 5            | 0            | —          | —          | 10           | 0            | 1       | 0      | 40        | 3         |
| Bayern Munich       | Tổng cộng           | Tổng cộng           | 150              | 17               | 27           | 4            | —          | —          | 51           | 8            | 7       | 2      | 235       | 31        |
| Liverpool           | 2020–21             | Premier League      | 24               | 1                | 2            | 0            | 0          | 0          | 4            | 0            | 0       | 0      | 30        | 1         |
| Liverpool           | 2021–22             | Premier League      | 25               | 1                | 4            | 0            | 0          | 0          | 10           | 1            | —       | —      | 39        | 2         |
| Liverpool           | 2022–23             | Premier League      | 18               | 0                | 3            | 0            | 1          | 0          | 5            | 0            | 1       | 0      | 28        | 0         |
| Liverpool           | 2023–24             | Premier League      | 1                | 0                | 0            | 0            | 0          | 0          | 0            | 0            | —       | —      | 1         | 0         |
| Liverpool           | Tổng cộng           | Tổng cộng           | 68               | 2                | 9            | 0            | 1          | 0          | 19           | 1            | 1       | 0      | 98        | 3         |
| Tổng cộng sự nghiệp | Tổng cộng sự nghiệp | Tổng cộng sự nghiệp | 341              | 28               | 56           | 8            | 1          | 0          | 80           | 9            | 12      | 3      | 488       | 48        |

1. ↑  Bao gồm Cúp Nhà vua Tây Ban Nha, Cúp bóng đá Đức và Cúp FA.
2. ↑  Ra sân ở Segunda División B play-off.
3. 1 2 3 4 5 6 7 8 9 10  Ra sân ở UEFA Champions League.
4. ↑  Ra sân ở Siêu cúp Tây Ban Nha.
5. ↑  Ra sân ở Siêu cúp Tây Ban Nha và Giải vô địch thế giới các câu lạc bộ.
6. ↑  Ra sân ở Siêu cúp bóng đá Đức và Giải vô địch thế giới các câu lạc bộ.
7. 1 2 3 4  Ra sân ở Siêu cúp bóng đá Đức.
8. ↑  Appearance in FA Community Shield

### Quốc tế
| Đội tuyển quốc gia | Năm       | Trận | Bàn |
| ------------------ | --------- | ---- | --- |
| Tây Ban Nha        | 2011      | 3    | 0   |
| Tây Ban Nha        | 2012      | 0    | 0   |
| Tây Ban Nha        | 2013      | 1    | 0   |
| Tây Ban Nha        | 2014      | 1    | 0   |
| Tây Ban Nha        | 2015      | 1    | 0   |
| Tây Ban Nha        | 2016      | 12   | 0   |
| Tây Ban Nha        | 2017      | 7    | 1   |
| Tây Ban Nha        | 2018      | 9    | 1   |
| Tây Ban Nha        | 2019      | 3    | 0   |
| Tây Ban Nha        | 2020      | 2    | 0   |
| Tây Ban Nha        | 2021      | 7    | 0   |
| Tổng cộng          | Tổng cộng | 46   | 2   |

### Bàn thắng quốc tế
| #  | Ngày                | Địa điểm                                            | Đối thủ   | Bàn thắng | Kết quả | Giải đấu                      |
| -- | ------------------- | --------------------------------------------------- | --------- | --------- | ------- | ----------------------------- |
| 1. | 6 tháng 10 năm 2017 | Sân vận động José Rico Pérez, Alicante, Tây Ban Nha | Albania   | 2–0       | 3–0     | Vòng loại FIFA World Cup 2018 |
| 2. | 27 tháng 3 năm 2018 | Wanda Metropolitano, Madrid, Tây Ban Nha            | Argentina | 4–1       | 6–1     | Giao hữu                      |

## Danh hiệu

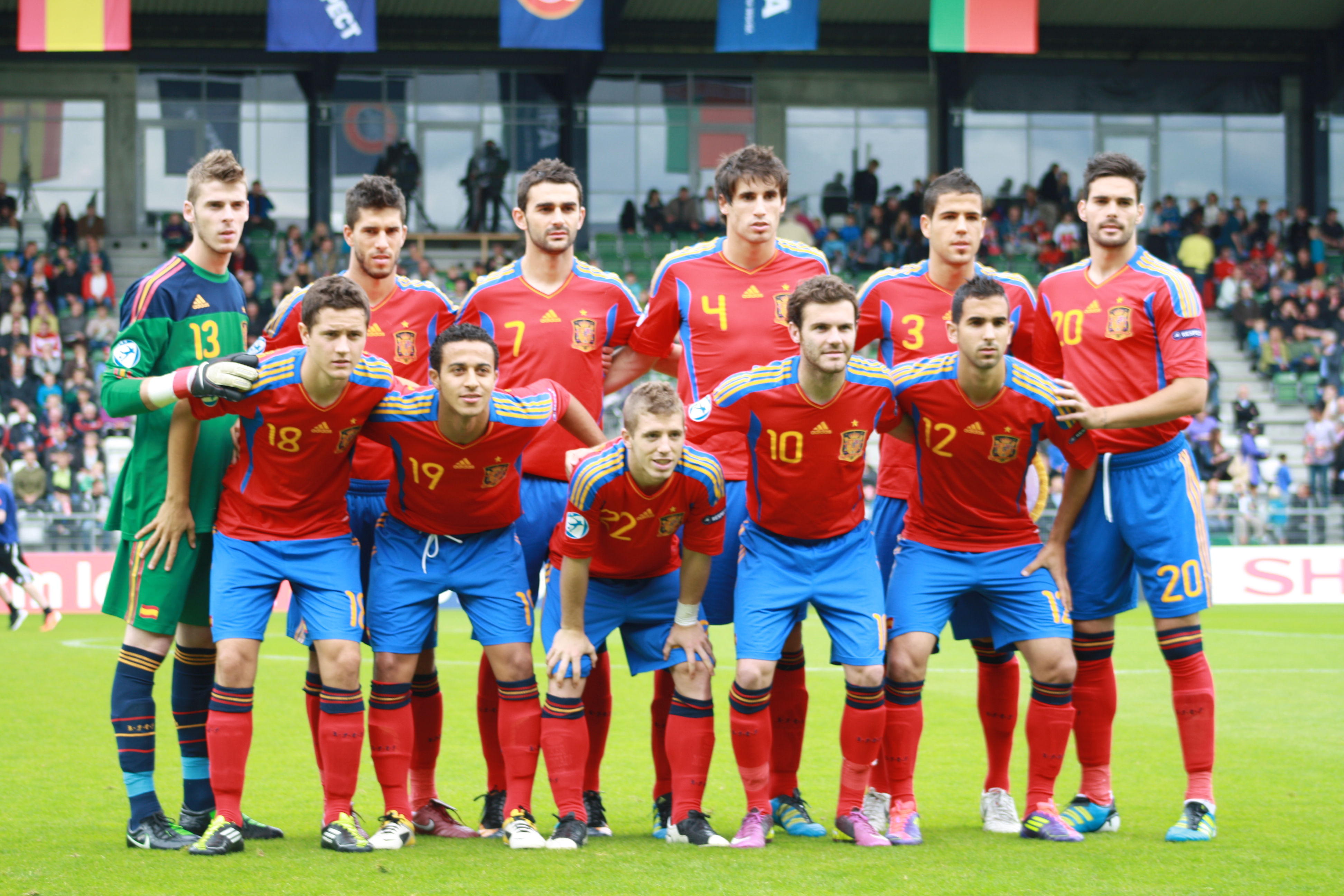
Thiago (số 19) trong đội hình xuất phát của U-21 Tây Ban Nha tại giải vô địch bóng đá U-21 châu Âu 2011.

### Câu lạc bộ
Barcelona
- La Liga: 2008–09, 2009–10, 2010–11, 2012–13[19]
- Copa del Rey: 2011–12
- Supercopa de España: 2010, 2011
- UEFA Champions League: 2010–11
- UEFA Super Cup: 2011
- FIFA Club World Cup: 2011

Bayern Munich
- Bundesliga: 2013–14, 2014–15, 2015–16, 2016–17, 2017–18, 2018–19, 2019–20
- DFB-Pokal: 2013–14, 2015–16, 2018–19, 2019–20
- DFL-Supercup: 2016, 2017, 2018
- UEFA Champions League: 2019–20[20]
- UEFA Super Cup: 2013
- FIFA Club World Cup: 2013

Liverpool
- FA Cup: 2021–22
- EFL Cup: 2021–22, 2023–24
- FA Community Shield: 2022

### Quốc tế

#### U-17 Tây Ban Nha
- Giải vô địch bóng đá U-17 châu Âu: 2008

#### U-21 Tây Ban Nha
- Giải vô địch bóng đá U-21 châu Âu: 2011, 2013

### Cá nhân
- UEFA U-21 Championship Golden Player: 2013[21]
- UEFA U-21 Championship Silver Boot: 2013[22]
- UEFA U-21 Championship Team of the Tournament: 2013[21]
- Goal of the Month in Germany: January 2014[23]
- FIFA FIFPro World11 5th team: 2015, 2017[24][25]
- Bundesliga Team of the Season: 2016–17[26]
- ESM Team of the Year: 2016–17[27]
- UEFA Champions League Squad of the Season: 2019–20[28]